# 皮氏吐龙属
皮氏吐龍（學名：Pistosaurus，意為「忠誠的蜥蜴」）又名純信龍，是海生爬行動物已滅絕的一屬，屬於鰭龍超目皮氏吐龙类，化石發現於法國、德國的三疊紀中期地層。
皮氏吐龍的身長估計約3公尺長。皮氏吐龍原先被分類為先進的幻龍類，幻龍類是群三疊紀的水生爬行動物，被推測是蛇頸龍類的祖先。但皮氏吐龍已被重新分類為皮氏吐龙类(Pistosauroidea)。皮氏吐龍在生理上同時擁有幻龍類（齶骨與身體形狀），以及蛇頸龍類（僵直的脊椎骨）的特徵。牠們的鰭狀肢與頭部、長頸部也類似蛇頸龍類。僵直脊椎骨顯示牠們能夠用鰭狀肢推動水而前進。牠們的牙齒銳利、眾多，適合捕抓魚類
雖然皮氏吐龍不可能是蛇頸龍類的直系祖先，但上述綜合特徵顯示皮氏吐龍是兩者的近親。